# أتلتيكو أوتاوا
أتلتيكو أوتاوا (بالإسبانية: Atlético Ottawa) هو نادي كرة قدم كندي ومقره في أوتاوا، أونتاريو. ينافس النادي في الدوري الكندي الممتاز ويلعب مبارياته على أرض ملعب تي دي بلايس.

## التاريخ
من 2014 إلى 2019، تنافس أوتاوا فيوري في بطولات كرة القدم الأمريكية. تم حل النادي بعد موسم 2019 بسبب العقوبات المفروضة على المنافسة في الولايات المتحدة مع ظهور الدوري الكندي الممتاز. ترك هذا أوتاوا بدون فريق كرة قدم محترف يتجه حتى 2020.
في 29 يناير 2020، تم الإعلان على نادي أتلتيكو أوتاوا كأول فريق يلعب في الدوري الكندي الممتاز مملوك لنادي أتلتيكو مدريد الإسباني مع رجل أعمال أوتاوا جيف هانت كشريك استراتيجي. ظهر النادي لأول مرة في موسم 2020. أكد جيف هانت لسي بي سي نيوز أن الفريق سيطلق عليه أتلتيكو أوتاوا.